# 鹿児島市立松原小学校

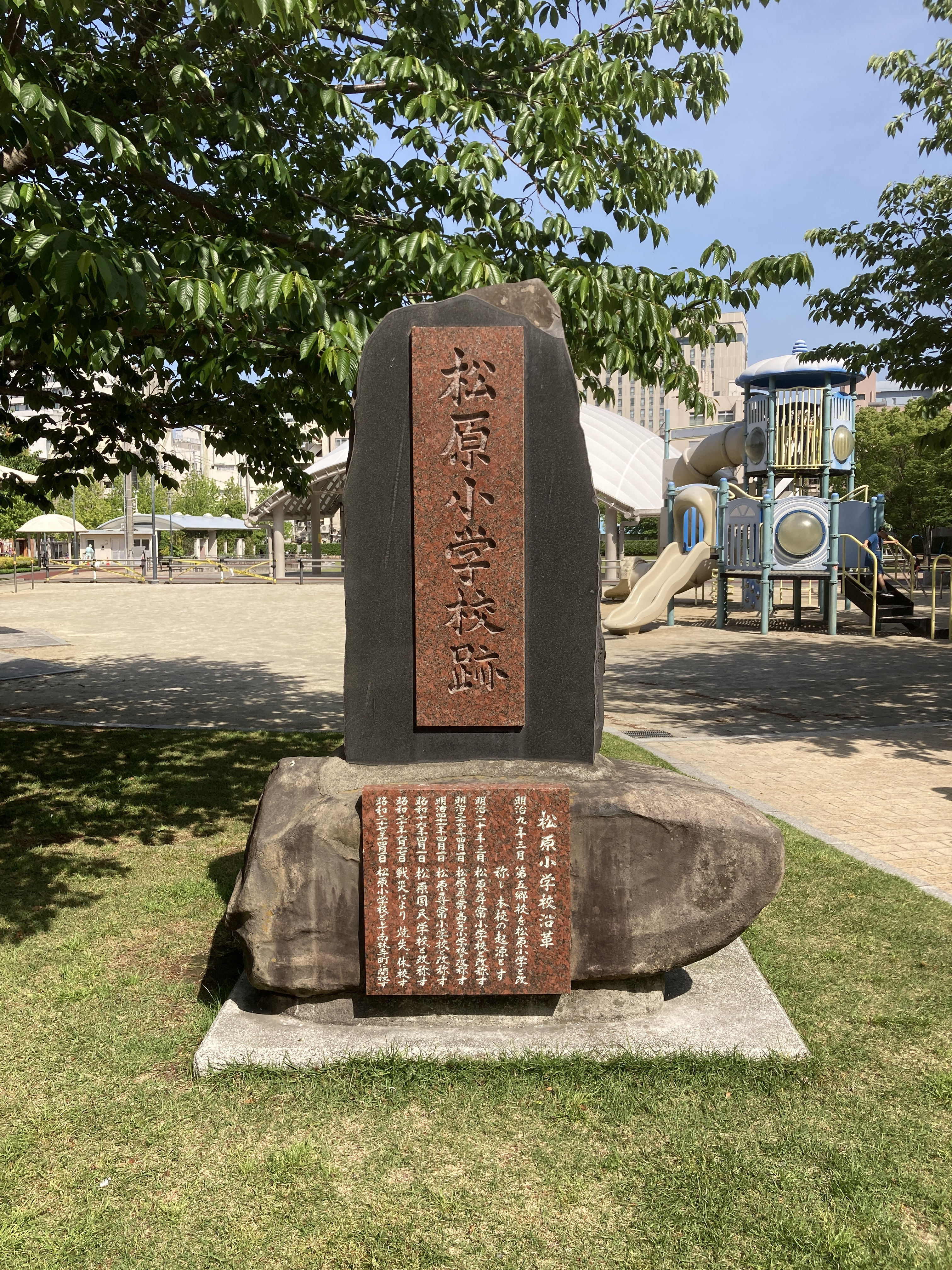
天文館公園（千日町）にある松原小学校跡石碑

鹿児島市立松原小学校（かごしましりつ まつばらしょうがっこう 英語: Matsubara Elementary School）は、鹿児島県鹿児島市南林寺町にある公立の小学校である。
校名に『松原』を使用しているが、松原町にはなく、南林寺町にある。松原の由来は校内に昔から多くの松の木を植えてあったことから「松の原」→「松原」となった。

## 概要
1876年（明治9年）に第五郷校を松原小学校に改称して開校。毎年鹿児島市立清水小学校と同様、錦江湾横断遠泳に参加している。松原小学校では、1926年（大正15年）に始まった。詳細は錦江湾横断遠泳を参照。

## 校区
- 住吉町（一部）
- 堀江町（一部）
- 新町（全域）
- 船津町（全域）
- 松原町（全域）
- 南林寺町（9 - 19番地を除く）
- 新屋敷町（一部）
- 樋之口町（全域）
- 千日町（一部）

## 沿革
出典
- 1876年（明治9年）3月 - 第五郷校を松原小学校と改称。
- 1877年（明治10年）10月27日 - 西南の役で廃校のところ、県令により、現天文館公園の地に開校。
- 1887年（明治20年）3月 - 松原尋常小学校と改称し、特置高等科を併置。
- 1907年（明治40年）
  - 4月1日 - 高等科を廃止し、松原尋常小学校と改称。
  - 10月25日 - 校旗と校章を制定。
- 1913年（大正2年）5月1日 - 夜間部を併置。
- 1926年（大正15年）7月25日 - 第1回遠泳会（桜島・洲崎間）開催。
- 1928年（昭和3年）3月10日 - 創立50周年記念式挙行。
- 1941年（昭和16年）4月1日 - 国民学校令により、松原国民学校と改称。
- 1945年（昭和20年）
  - 6月17日 - 戦災により全焼。
  - 6月30日 - 休校となり、城南小学校と合併。
- 1951年（昭和26年）3月3日 - 現在地に校地決定（4,426坪）。
- 1952年（昭和27年）
  - 4月1日 - 松原小学校として再開校し、城南小において授業開始（この時点の児童数1,135名）。
  - 11月16日 - 第1期工事竣工。移転して、開校祝賀式典挙行。
- 1956年（昭和31年）
  - 5月31日 - 給食調理室竣工。
  - 6月4日 - 完全給食開始。
- 1963年（昭和38年）4月25日 - 特殊学級開設。
- 1965年（昭和40年）8月8日 - プール竣工。
- 1966年（昭和41年）8月25日 - 創立90周年記念事業として、錦江湾横断遠泳を再開（第1回錦江湾横断遠泳）。
- 1973年（昭和48年）8月23日 - 第1回日新寺遠行を実施。
- 1976年（昭和51年）10月24日 - 創立100周年記念式典挙行。
- 1995年（平成7年）7月21日 - 第30回錦江湾横断遠泳実施。
- 1996年（平成8年）11月2日 - 創立120周年記念式典挙行。
- 1997年（平成9年）4月8日 - 院内学級開設。
- 2004年（平成16年）4月6日 - 情緒障害特殊学級設置。
- 2005年（平成17年）7月28日 - 第40回錦江湾横断遠泳実施。
- 2006年（平成18年）10月29日 - 創立130周年記念式典挙行し、学習発表会開催。
- 2007年（平成19年）
  - 8月17日 - 22時から『にっぽん夏紀行』「シリーズ輝け子ども③ 鹿児島湾横断に挑んだ小学生たち」がNHK総合テレビで全国放送された[2]。
  - 11月1日 - 水泳同好会が南日本文化賞を受賞。
- 2010年（平成22年）9月18日 - 水泳同好会が県社会体育優良団体賞を受賞。
- 2014年（平成26年）10月13日 - 水泳同好会が、文部科学省生涯スポーツ優良団体表彰。
- 2015年（平成27年）7月25日 - 第50回錦江湾横断遠泳実施。
- 2016年（平成28年）
  - 11月12日 - 創立140周年記念児童会行事「松っ子祭り（みこしパレード）」開催。
  - 11月13日 - 創立140周年記念式典挙行し、学習発表会と祝賀会開催。
- 2017年（平成29年）3月 - 校舎建替に向け基本計画を策定するとともに、基本設計を行うことが決定される。
- 2021年（令和3年）
  - 1月8日 - プレハブ校舎による授業開始。
  - 3月 - 校舎解体工事開始。
- 2023年（令和5年）
  - 1月 - 新校舎竣工[3]。
  - 1月16日 - 新校舎での授業開始。

## 学校周辺
- 松原地区公民館 - 同一敷地内
- 国道225号
- バース通り（鹿児島市道）
- 鹿児島市消防局中央消防署南林寺分遣隊
- この他、病院・クリニックや小中規模の公園及び寺院も点在する。

## アクセス
- 鹿児島交通12系統（旧鹿児島市営バス13系統）天保山線[4]で、「松原小前」バス停下車。
- JR九州鹿児島中央駅から、上述の鹿児島交通バスで、「松原小前」バス停下車。